# Lycopodiella brucei
Lycopodiella brucei är en lummerväxtart som beskrevs av Raimond Cranfill. Lycopodiella brucei ingår i släktet strandlumrar, och familjen lummerväxter. Inga underarter finns listade i Catalogue of Life.